# 池田郵便局 (大阪府)
池田郵便局（いけだゆうびんきょく）は、大阪府池田市にある郵便局。民営化前の分類では集配普通郵便局であった。

## 概要
住所：〒563-8799 大阪府池田市城南2-1-1

### 併設施設
- ゆうちょ銀行池田店（大阪支店池田出張所）：取扱店番号410690

## 沿革
- 1872年1月14日（明治4年12月5日） - 池田郵便取扱所として開設[1]。
- 1875年（明治8年）1月1日 - 池田郵便局（五等）となる[1]。
- 1879年（明治12年） - 為替取扱を開始[1]。
- 1881年（明治14年） - 貯金取扱を開始[1]。
- 1893年（明治26年）2月20日 - 池田郵便電信局となる[1]。
- 1903年（明治36年）4月1日 - 通信官署官制の施行に伴い池田郵便局となる[1]。
- 1957年（昭和32年）7月1日 - 電話通話および和文電報受付事務の取扱を開始[2]。
- 1973年（昭和48年） - 局舎新築。
- 1997年（平成9年）6月23日 - 外国通貨の両替および旅行小切手の売買に関する業務取扱を開始。
- 2007年（平成19年）10月1日 - 民営化に伴い、併設された郵便事業池田支店、ゆうちょ銀行池田店に一部業務を移管。
- 2012年（平成24年）10月1日 - 日本郵便株式会社の発足に伴い、郵便事業池田支店を池田郵便局に統合。
- 2022年（令和4年）4月1日-かんぽサービス部を設置。

## 取扱内容

### 池田郵便局
- 郵便、印紙、ゆうパック、内容証明
- 生命保険、バイク自賠責保険、自動車保険、がん保険、引受条件緩和型医療保険
- 「563-00xx」「563-08xx」区域（池田市（全域）、兵庫県伊丹市（小阪田字食田））の集配業務
- ゆうゆう窓口

### ゆうちょ銀行池田店
- 貯金、貸付、為替、振替、振込、国際送金、外貨両替、国債、投資信託、変額年金保険
- ATM

## 周辺
- 池田市役所
- 池田泉州銀行池田営業部（『●』(旧：池田銀行本店)）

## アクセス
- 阪急宝塚線 池田駅から徒歩約6分
- 阪急バス 池田市役所前停留所下車
- 中国自動車道 中国池田ICもしくは中国豊中ICから北東へ約3km
- 阪神高速池田線 神田出入口から北へ約1.5km、もしくは川西小花出入口から南東へ約1km
- 国道176号沿い
- 駐車場あり：4台